# Gustav Wilhelm Selmer

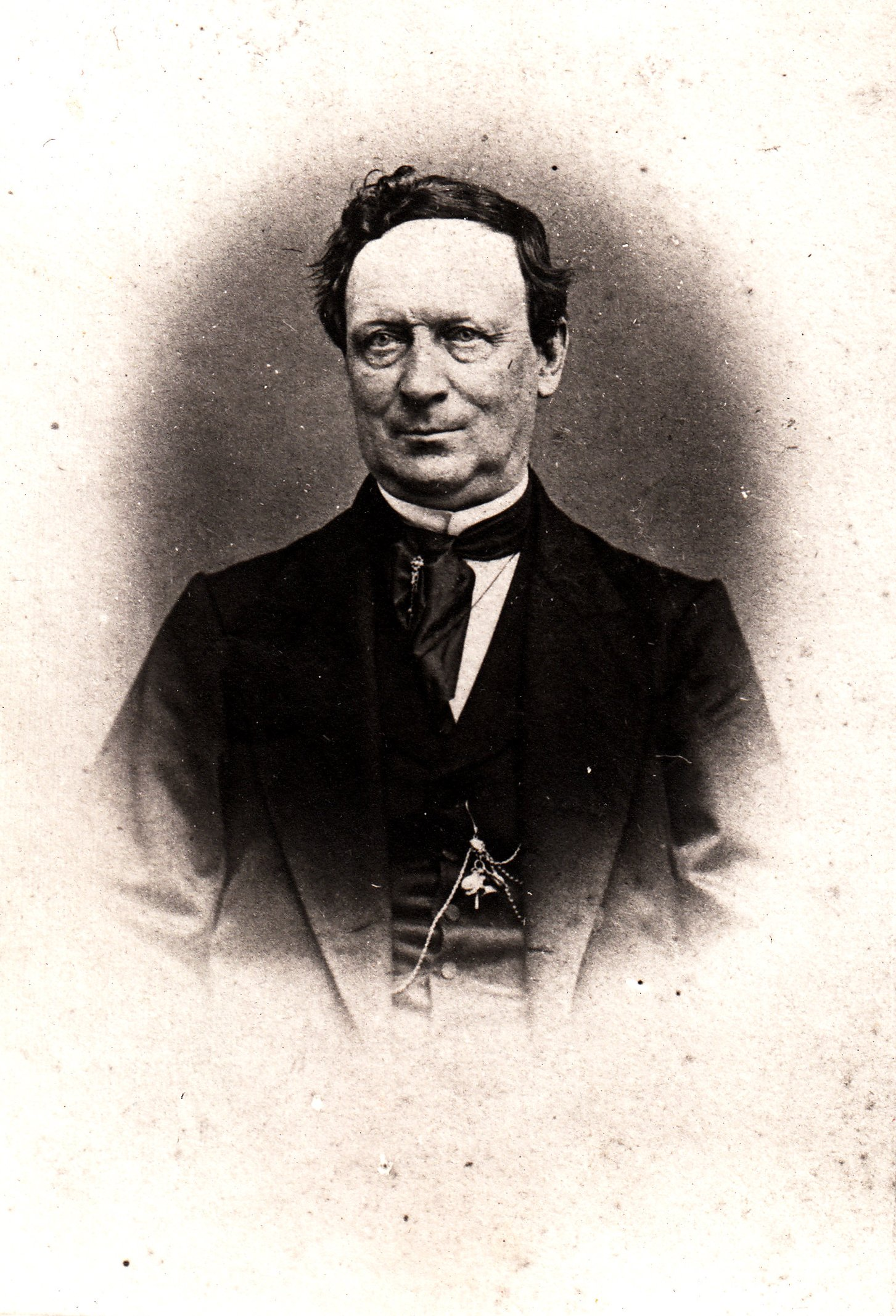
Gustav Wilhelm Selmer (1814 - 1875)

Gustav Wilhelm Selmer, född 1814, död 1875, var en dansk-norsk skådespelare och teaterdirektör. 
Han var engagerad som skådespelare vid Jacob Maysons teatersällskap 1836-39, och var sedan direktör för  teatern i Trondheim 1839–1848, och företog också turnéer runt Norge. 